# 挪威的森林 (小说)
《挪威的森林》（日语：／ Noruwei no mori）是日本作家村上春樹於1987年所著的一部现实主义小说，为村上春树第五部长篇著作。小说在1987年9月4日由讲谈社以单行本发行，1991年4月15日被改为讲谈社文库版，2004年9月9日发行了文库修订版。
小说讲述了一段关于失落的怀旧故事，故事通过主人公渡边彻的第一人称视角，回顾了他在东京求学时的生活经历。渡边与两位性格截然不同的女性——美丽但情感上有困扰的直子，以及外向活泼的绿——之间的发展关系构成了小说的主要情节。小说的背景设定在20世纪60年代末的东京，那时日本的学生和许多其他国家的学生一样，正在抗议既定的秩序。虽然这是小说事件展开的背景，但村上通过渡边和绿的眼睛，描绘了学生运动的大多是缺乏决心和虚伪的，小说中的主人公自述“这伙小子的真正敌手恐怕不是国家权力，而是想象力的枯竭。”
小说的第二章和第三章改编自早期的短篇小说《萤火虫》（刊载于《中央公论》1983年1月号），这篇小说后来被收录在短篇小说集《盲柳与睡女》（刊载于《文学界》1983年12月号）中为基础。不过《盲柳与睡女》虽然也是本作的系列作品，但在故事上与本作并无直接关联。
书中有一句题词：“献给许许多多的庆典（フエト）”。村上春树这样评价这本书：“这个故事基本上是关于casualties（牺牲者们）的。就是说在我身边死去或失去的众多casualties的故事，或者说我自己内心深处死去或失去的众多casualties的故事”。由于主人公是神户市出身，入学的年份与村上相同为1968年，在东京的私立大学专攻戏剧，并且主人公住的宿舍是以村上曾入住的和敬塾为原型，因此这部作品被视为“自传体小说”，但村上本人对此予以否认。
尽管本书的日语原版实体书腰封写到：一部娴静的、凄婉的、描写无尽失落和再生的、时下最为动人心魄的百分之百的恋爱小说。但是村上春树后来表示这只是宣传的需要。《挪威的森林》在日本年轻人中极为流行，使村上在日本国内迅速成名，这种成名也让他感到失望。在这部小说最流行的时期，村上甚至离开了日本。2010年，这部小说被改编成同名电影，由陈英雄执导。

## 故事概要
故事講述在1987年，已經37歲的主角兼敘述者「渡邊徹」，乘飛機到達德國漢堡機場，降落時聽到機上播放著背景音樂──由管弦樂演奏的披頭士歌曲《挪威的森林》，因此回憶起18年前死去的某位女性。
主角糾纏在情緒不穩定而且患有精神疾病的直子和開朗活潑的小林綠之間，展開了自我成長的旅程。故事以直子自殺，渡邊帶著淡淡的哀愁，與綠重新開始而結束。故事中出現了多重三角關係，小說中描寫出年輕人在感情之中的掙扎，從中展現出一種迷惘感。小說被設置在1960年代晚期，當時日本各大學罷課頻頻發生；小說刻畫了當時人們的偽善和軟弱，反映出在青年運動下學生的鼓動。

## 故事人物
渡邊徹（ワタナベ　トオル）

故事的男主角「我」，全名是「渡邊徹」。在神戶高中畢業後，到東京的私立大學就學，於文學部專攻戲劇。喜歡喝威士忌、白蘭地和看書。不喜歡與人有深入接觸。
木月（キズキ / Kizuki）

渡邊徹的高中同級男同學。他和直子是青梅竹馬，後來發展成情侶。木月常跟直子和渡邊一起談話。高中時在自己家裡的車庫中把窗封密，然後將膠管接上本田N360汽車的排氣管後，開動引擎自殺，終年17歲。
直子

和木月自小相識的女性朋友，後來成為木月的情人。高中畢業後到東京武藏野的女子大學升學，於1968年5月在火車上遇到渡邊徹。遇到渡邊的半年後，進了京都一間名為「阿美寮」的療養院，是集體治療精神病患者的機構。「阿美」，在法文中意思是「朋友」。最喜歡的音樂是「挪威的森林」。1970年秋天自殺，終年21歲。
小林綠

大學一年級女生，因和渡邊徹一同上「戲劇史II」課相遇。樂觀、開朗型少女，十分情緒化、喜歡跟人賭氣和愛撒嬌。喜歡渡邊，小説最終與渡邊結爲情侶。有個性格不甚相同的姐姐。母親兩年前因腦腫瘤去世，父親也因此病逝世。自家原在東京內的大塚經營小林書店，雙親逝世后遂將書店賣出。對家人把她送到富有人家就讀的學校感到不滿。家人不許她撒嬌，不讓她亂花錢。曾因省買胸罩的錢來買煎鍋，結果要穿一個半乾半濕的胸罩三個月。討厭道貌岸然的人，例如會讀一點點「資本論」、美帝入侵、革命等就賣弄學識的人。會做關西風味的菜式，有抽煙的習慣。即使多麼討厭父母，但也會在父母病重時悉心照顧。
突擊队

渡邊徹大學時代的宿舍室友。由於他有潔癖，行為過於異常，譬如喜歡做廣播體操，因此得此名，指的是納粹黨的突擊隊。他在國立大學攻讀地理學。希望在國土地理院工作。渡邊常拿他當話題，由於他的怪異行為，令聽者無不逗笑。後來突然搬出宿舍。因為突擊隊愛清潔，也使渡邊養成整齊清潔的習慣。
永澤

渡邊徹宿舍的男前輩，比渡邊年長2年，是不費吹灰之力就能進入東京大學法律系，並輕鬆通過外務省外交官考試的天才。家境富裕，父親在名古屋經營醫院。他的人生觀十分極端，自視過高。因為和渡邊趣味相投──愛讀斯科特·菲茨傑拉德的，因此結交成為朋友。常常帶渡邊到酒吧找女人廝混。進入外務省後外派到德國波恩進修。
初美（ハツミさん）

永澤學長的情人，和永澤學長同年。相貌普通但散發著非凡的氣質。在一所東京的女子大學就讀，有很多出身富貴人家的大小姐都在那裡就讀。永澤學長到海外2年後，她嫁給了別的男人，2年後割腕自殺。
石田玲子（レイコさん）

是直子在阿美寮的女室友，她是阿美寮的音樂老師。年齡介於35～40歲之間。既是病人也是老師，但已經康復。現在協助直子康復，在渡邊徹探望直子時擔當觀察者的角色。自小立志當職業鋼琴家，但因精神病而被迫放棄。後來和跟她學鋼琴的男生結婚。但後來被一位跟她學鋼琴的十三歲女同性戀者設計陷害令她被人誤會是同性戀者，並引起鄰居非議。最後和丈夫離婚。喜愛抽煙。會彈吉他，而且會彈很多曲子，自嘲是「活人點歌機」。
伊东

是渡邊徹搬家後在打工的義大利餐廳認識的學生。 他在美術學院專攻油畫，是個沉默寡言的人。 喜歡看書聽音樂， 喜歡法國文學，喜歡如廳拉威爾的音樂，但尤其喜歡莫札特，由於父親的關係，對莫扎特本人和音樂都瞭如指掌。

## 故事舞台
- 渡邊徹與小林綠的大學：村上春樹於小說中並未明言，但依故事中的描述可以被推測為村上的母校早稻田大學。
- 渡邊徹住的宿舍：與早稻田大學一樣並未被明言，為位於早稻田大學附近的「和敬塾」。
- 酒吧「DUG」：於1961年至1983年實際存在於新宿一家同名的爵士咖啡店。

## 書名

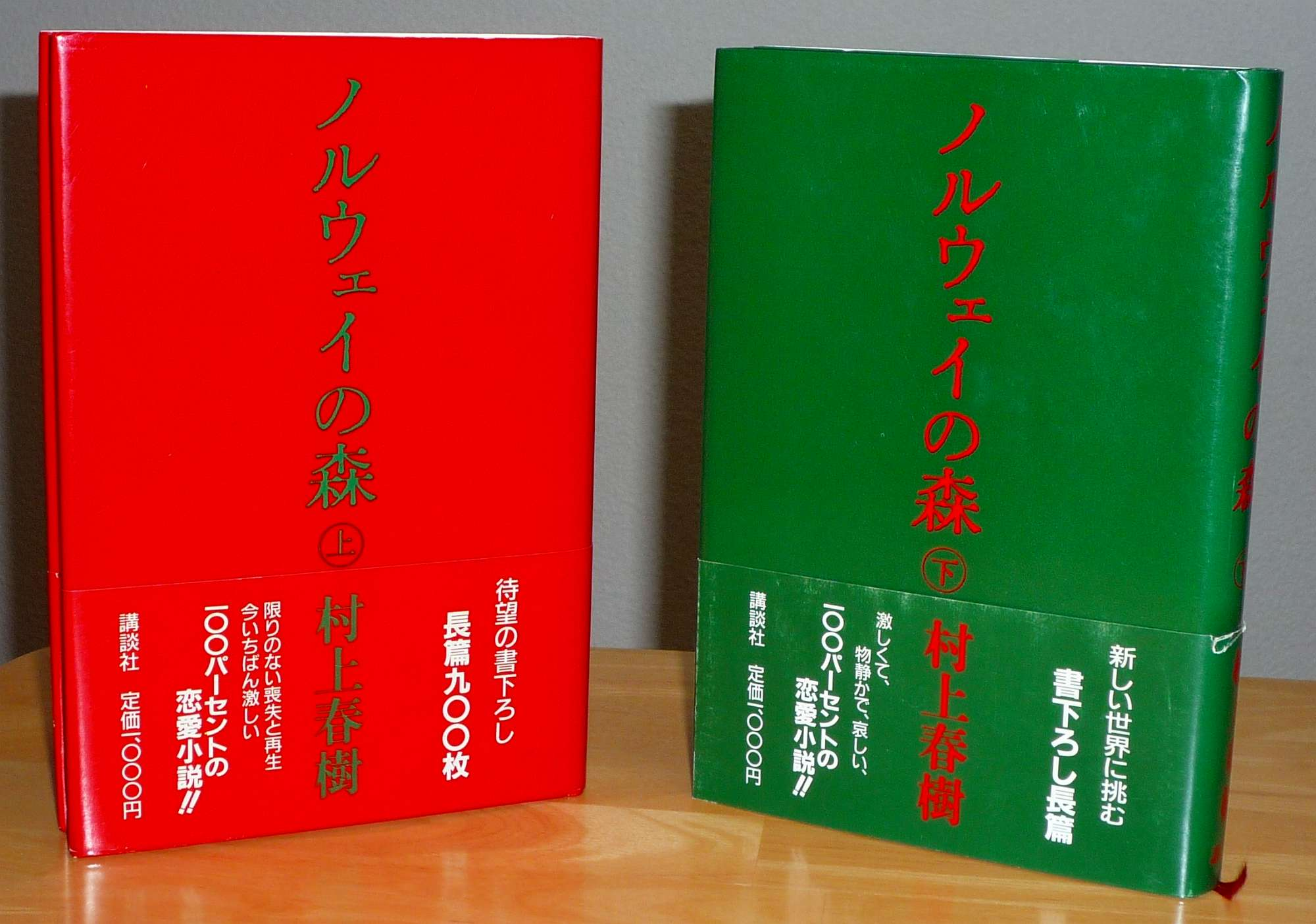
日文原著封面

“挪威的森林”不但是小說的書名，小說中亦多次提到的“Norwegian Wood (This Bird Has Flown)”是英国披頭四乐队的一首歌曲，是渡邊常常會聽的一首曲子，也是能鎮靜直子心靈的一首奇特的曲子。
“挪威的森林”（ノルウェーの森）是一个英文到日文的误译。原文 wood 在英语中有“木材”及“森林”之義。Norwegian Wood 这个歌名来自歌中的男女共度一夜的屋子和火炉里的木材：都是用挪威木材做的，此處 wood 應解為“木材”。当这首歌被翻译成日文时误译成“挪威的森林”（ノルウェーの森）。之后村上春树虽然知道，但由于误译已深入人心便沿用了。

## 發行及影响
《挪威的森林》在日本廣受年輕人的歡迎，是日本最暢銷的小說之一，村上春樹因此而更為人知悉。該書封面由村上春樹親手設計，以紅綠色為上下冊封面主體並加註：「百分之百的愛情小說」。該作品於1988年初版印刷的單行本，到2008年為止銷量449萬本（上卷238萬、下卷211萬），而至2009年8月5日上下卷合計則是454萬4400本，可以說仍然保持著相當數量的新讀者群。如果不獨單行本，而連同易於日常攜帶的文庫本等一併計算的話，2004年達786萬，到2008年是878萬本，至2009年8月5日則一共是1000萬3400本。為日本近代小說銷量排行前列。
《挪威的森林》在世界各地亦已經先後推出了18種不同語言的譯本，而中譯本亦不下一個，簡體版由林少華翻譯；而繁體版分別有賴明珠譯本（台灣）、劉惠禎、黃琪玟譯本（台灣）和葉蕙譯本（香港）。
台灣歌手伍佰在讀了此書後，寫下同名歌曲《挪威的森林》。
台灣作家駱以軍也在其著作《降生十二星座》中引用《挪威的森林》中的角色名稱。

## 電影
曾獲得金獅獎的法籍越南裔導演陳英雄將《挪威的森林》改編成劇本，並由富士電視台協助導演拍攝同名電影。電影於2009年6月正式開拍，並於2010年12月11日在日本本土公映。主角渡邊由松山研一飾演，女主角直子由菊地凛子飾演，另一位女主角小林綠則由水原希子飾演。電影入圍競逐第67屆威尼斯國際電影節的最高殊榮金獅獎。